# Liste öffentlicher Kneipp-Anlagen im Landkreis Schwäbisch Hall
In der Liste öffentlicher Kneipp-Anlagen im Landkreis Schwäbisch Hall sind öffentliche Kneipp-Anlagen für Orte, die zum Landkreis Schwäbisch Hall in Baden-Württemberg gehören, aufgeführt. Sie ist primär nach Orten sortiert, unabhängig davon, ob es sich um Ortsteile, Gemeinden oder Städte handelt. Kneipp-Anlagen können laut Kneipp-Bund in Form von Wassertretanlagen oder Armbecken vorliegen und unterliegen grundsätzlich nicht der Trinkwasserverordnung.
Kneipp-Anlagen werden häufig künstlich angelegt. Daneben gibt es in den natürlichen Verlauf von Fließgewässern eingebettete Wassertretstellen. Kneippen ist eine Behandlungsmethode der Hydrotherapie, die auf der Grundlage von Sebastian Kneipp angewendet wird. Hierbei wird in kaltem Wasser auf der Stelle geschritten. In Armbecken werden die Arme bis zur Mitte der Oberarme ins kalte Wasser getaucht. Die Liste erhebt keinen Anspruch auf Vollständigkeit.

## Kneipp-Anlagen im Landkreis Schwäbisch Hall
Derzeit sind im Landkreis Schwäbisch Hall vier öffentliche Kneipp-Anlagen erfasst (Stand: 2. August 2025):
| Bild             | Ort                                | Beschreibung                                                                     | ↴ Zufluss / ↳ Abfluss                         | Standort                      |
| ---------------- | ---------------------------------- | -------------------------------------------------------------------------------- | --------------------------------------------- | ----------------------------- |
|                  | Frankenhardt-Eulenhof              | Kneipp-Anlage am Gründischen Brunnen in der Nähe des Eulenhofs bei Frankenhardt. | ↴ Gründischer Brunnen / ↳ Speltach            | ⊙ Gründischer Brunnen         |
|                  | Michelbach an der Bilz             | Kneipp-Anlage an der Bretzinger Halde                                            | ↴ … Remsbach                                  | ⊙ Bretzinger Halde            |
|                  | Sulzbach-Laufen-Sulzbach am Kocher | Wasserwelt                                                                       | ↴ Brunnen ↳ Eisbach                           | ⊙ hinter Eisbachstraße Nr. 19 |
| (weitere Bilder) | Untermünkheim                      | Kneipp-Anlage im Schlossgarten                                                   | ↴ Erdhochbehälter im „Erlacher Wädle“ ↳Kocher | ⊙ am Kocher-Jagst Radweg      |